# 韦华
韦华（？—？），京兆郡杜陵县（今陕西省西安市）人，出自京兆韦氏东眷，前秦、东晋、后秦、胡夏官员。

## 生平
韦华仕前秦为黄门侍郎，建元十四年（378年）十二月，苻丕攻打东晋襄阳，苻坚派韦华持符节严厉地责备苻丕等人，并赐给苻丕一把剑，说：“明年春天还不能取胜的话，你就可以自杀，不要再厚颜来见我了！”后韦华归东晋。隆安初年，韦华与夏侯轨帅襄阳流民一万人叛晋，北奔后秦姚兴。姚兴问他东晋的政事。他说：“晋室空有帝王之名。宰辅执政，政出高门，已成习俗，风俗奢逸，政事日坏。”姚兴大喜、以其为中书令。蜀人谯纵起兵反晋，称藩后秦。姚兴遣韦华兼司徒持节拜谯纵为大都督、相国、蜀王。409年，姚兴准备亲征夏王赫连勃勃，到达贰城，派安远将军姚详督运粮草。赫连勃勃乘虚突袭，姚兴打算轻骑到姚详处躲避。右仆射韦华说：“陛下大驾一动，部众惊惧，不等打仗自行崩溃，陛下恐怕也不一定能跑到姚详的营中。”姚兴与刘勃勃对战，后秦军大败，姚兴回到长安。416年，东晋刘裕北伐后秦，派遣冠军将军檀道济、龙骧将军王镇恶率领军队步行进攻许、洛，羌缘道屯守都望风而降。兗州刺史韦华先是据守仓垣，刘宋太尉参军沈林子和董神虎一起进攻仓垣，将其攻克，韦华率领部下归顺晋军，刘裕用为雍州别驾。418年，夏王赫连勃勃攻晋军，雍州别驾韦华投奔夏国。

## 其他
寇赞年轻时以清静严肃而知名，他身高八尺，仪容严肃端庄，不合礼仪的事情不做。前秦仆射韦华是雍州的显达，虽然与寇赞年纪有差异，但一直对他另眼相看。韦华担任冯翊郡太守时，征召寇赞为功曹。

## 家庭

### 父亲
- 韦钟，前秦尚书

### 兄弟
- 韦谦，西燕冯翊郡太守

### 子女
- 韦祖思
- 韦氏，嫁刘宋青州刺史京兆王俢之[11]